# Івано-Франківська міська територіальна громада
Івано-Франківська міська громада — територіальна громада в Україні, в Івано-Франківському районі Івано-Франківської області. Адміністративний центр — м. Івано-Франківськ.
Площа громади — 265,7 км², населення — 286 435 осіб (2020).

## Населені пункти
У складі громади 1 місто (Івано-Франківськ) і 18 сіл:
- Березівка
- Братківці
- Вовчинець
- Добровляни
- Драгомирчани
- Камінне
- Колодіївка
- Крихівці
- Микитинці
- Підлужжя
- Підпечери
- Радча
- Тисменичани
- Угорники
- Узин
- Хриплин
- Черніїв
- Чукалівка

## Старостинські округи
- Березівський
- Братковецький
- Вовчинецький
- Драгомирчанський
- Каміннецький
- Колодіївський
- Крихівецький
- Микитинецький
- Підлузький
- Підпечерський
- Радчанський
- Тисменичанський
- Угорницький
- Узинсько-Добровлянський
- Хриплинський
- Черніївський
- Чукалівський[1]